# دورآلومین

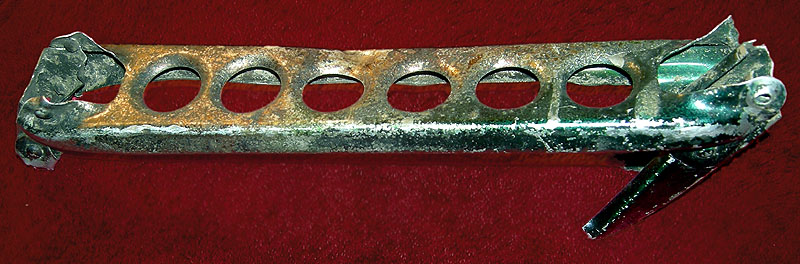
تکه ای دورآلومین سوختهٔ بالون زپلین هیندنبورگ (DLZ129) که از محل سقوط آن در فرودگاه جی‌بی ام‌دی‌ال لیک‌هرست، نیوجرسی به جا مانده در تاریخ ۶ مه ۱۹۳۷

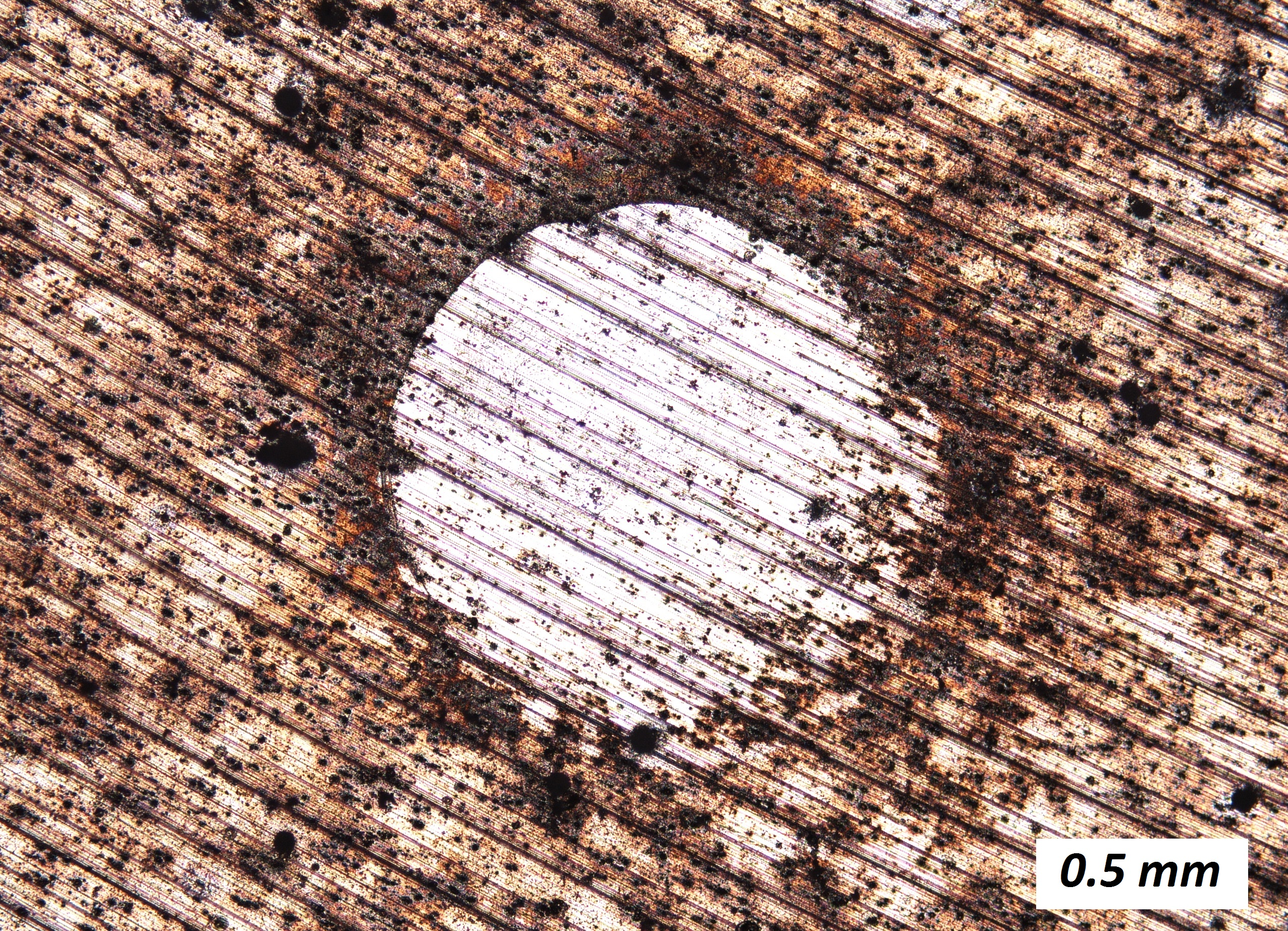
خوردگی دورآلومین

دورآلومین (انگلیسی: Duralumin؛ ‏دورآلمینیوم، دورآلومینم، دورآلوم، دورآل(ل)یم یا دورآل نیز نامیده می‌شود – واژه مرکبی از آلومینیوم و بادوام)‏ یک نام تجاری برای یکی از اولین انواع آلیاژهای آلومینیوم با پیرسختی زیاد است. البته استفاده از آن به عنوان یک نام تجاری منسوخ شده‌است و امروزه عمدتاً به آلیاژهای مس–آلومینیوم، که در سیستم بین‌المللی طراحی آلیاژ (‏IADS) با عنوان سری ۲۰۰۰ شناخته می‌شود، اشاره دارد. مثال‌هایی از آن عبارتند از آلیاژهای آلومینیوم ۲۰۱۴ و ۲۰۲۴ که در ساخت بدنهٔ هواپیما استفاده می‌شوند. دورآلومین آلیاژی مستحکم، نرم و چکش‌خوار است که استحکام کششی آن از آلومینیوم بیشتر است، اما رسانایی گرمایی و الکتریکی کمتری نسبت به آلومینیوم خالص دارد.

## عناصر آلیاژی
علاوه بر آلومینیوم، عناصر اصلی در دورآلومین شامل مس، منگنز و منیزیم هستند. به‌عنوان مثال، دورآلومینیوم ۲۰۲۴ شامل ۹۱–۹۵٪ آلومینیوم، ۳٫۸–۴٫۹٪ مس، ۱٫۲–۱٫۸٪ منیزیم، ۰٫۳–۰٫۹٪ منگنز، کمتر از ۰٫۵٪ آهن، کمتر از ۰٫۵٪ سیلیکون، کمتر از ۰٫۲۵٪ روی، کمتر از ۰٫۱۵٪ تیتانیوم، کمتر از ۰٫۱۰٪ کروم و بیش از ۰٫۱۵٪ عناصر دیگر است.

## تاریخچه
دورآلومین توسط آلفرد ویلم، فلزشناس آلمانی در شرکت آلمانی آکتسینگزلشافت (AG) توسعه یافت. در سال ۱۹۰۳، ویلم کشف کرد که  از آبدهی، یک آلیاژ آلومینیوم که حاوی ۴ درصد مس باشد، به آرامی وقتی در دمای اتاق به مدت چند روز باقی می‌ماند،آلیاژ سختری ایجاد می‌شودکه بعد از تحقیقات بیشتر در سال ۱۹۰۹ با نام دورآلومین معرفی  شد.

## کاربردها در هوانوردی

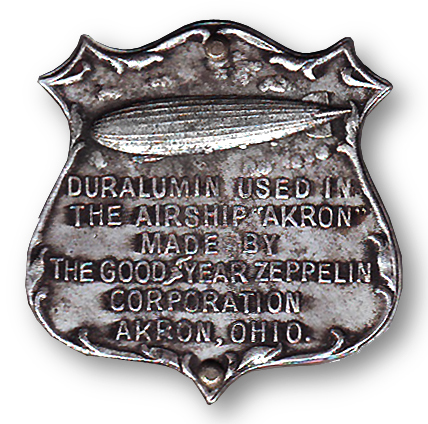
نمونه دورآلومین از کشتی هوایی یواس‌اس اکرون (زدآراس-۴)

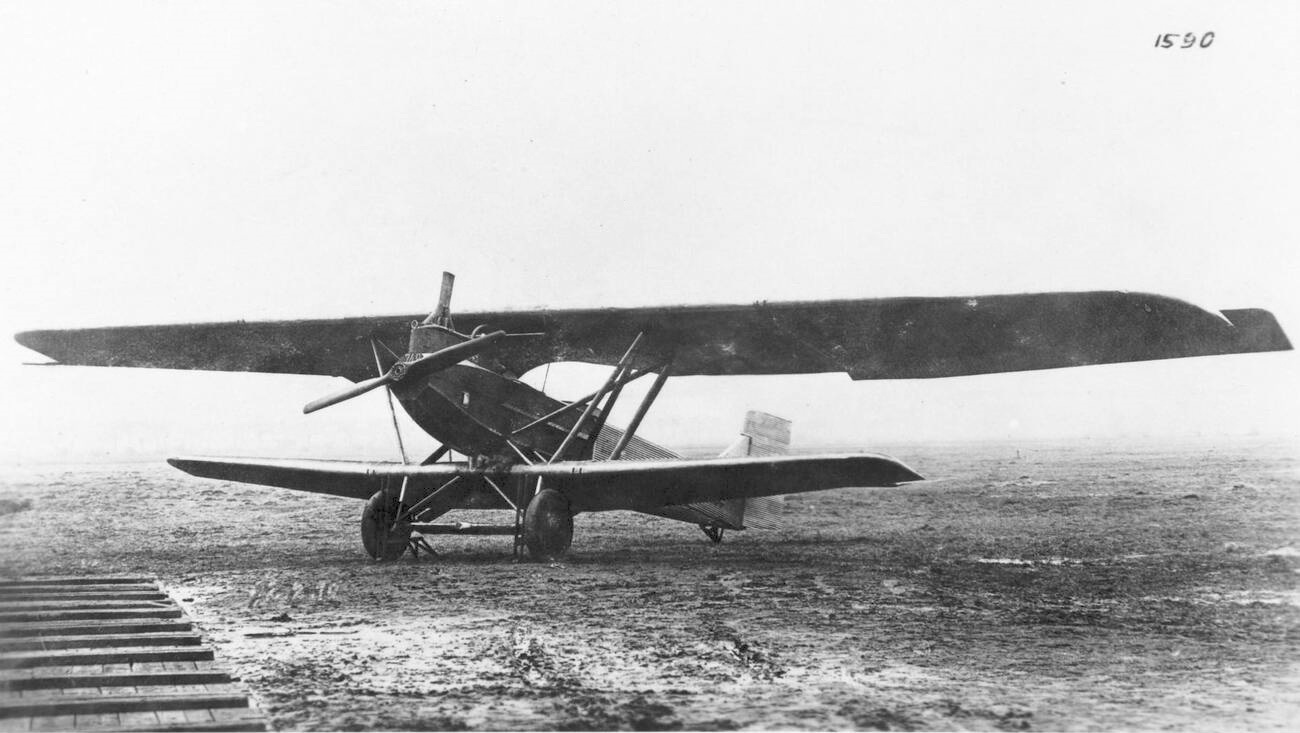
اولین هواپیمای تولید انبوه که به‌طور گسترده از از آلیاژ دورآلومین در ساخت استفاده کرد هواپیمای زرهی جونکرز جی. آی سسکوئیت جنگ جهانی اول

منابع علمی آلمان، پیش از شروع جنگ جهانی اول در سال ۱۹۱۴ به‌طور آشکار اطلاعاتی را در مورد دورآلومین، ترکیب و عملیات حرارتی آن منتشر کردند. با این وجود، استفاده از این آلیاژ در خارج از آلمان تا پس از پایان جنگ در سال ۱۹۱۸ اتفاق نیفتاد. گزارش‌های مربوط به استفادهٔ آلمان در طول جنگ جهانی اول نشان از استفاده از درصد منیزیم بالاتری از مس را در دورآلومین می دهد به طوری که حتی در مجلات فنی مانند پرواز،  عنصر آلیاژی کلیدی آن  به اشتباه  عنصر منیزیم به جای مس  شناسایی شد. مهندسان در بریتانیا تا پس از جنگ علاقهٔ چندانی به دورآلومین نشان ندادند.
اولین تلاش شناخته شده برای استفاده از دورآلومین برای ساختار هواپیمای سنگین تر از هوا در سال ۱۹۱۶ رخ داد، زمانی که هوگو یونکرس برای اولین بار استفاده از آن را در  بدنه هواپیمایی جونکرز ۳J معرفی کرد، هواپیمای تک موتوره  که اولین ساخت علامت تجاری یونکرس را با پوسته راه راه دورآلومین بود.
شرکت یونکرس تنها بال‌های پوشیده و چارچوب بدنه لوله مانند جی ۳ را قبل از اینکه توسعه دادن آن را رها کند، تکمیل کرد کمی بعدتر، در یونکرس جی ۱ زره پوش دوباله که در سال ۱۹۱۷ تولید شد و در کارخانه به عنوان یونکرس. جی ۴، شناخته می‌شد بال‌های تمام فلزی و تثبیت‌کننده افقی آن به همان شیوه‌ای ساخته شد که بال‌های جی ۳ ساخته شده بود، 
ساخته شد سال ها بعد نمونه آزمایشی و طراحی شده جنگنده تک سرنشین تمام دورآلومینی یونکرس جی ۷ ، منجر به ساخت جنگنده تک بال پایین یونکرس دی.۱ شد و فناوری ساخت هواپیمای تمام دورآلومینی را به هوانوردی نظامی آلمان در سال ۱۹۱۸ معرفی کرد.
اولین استفاده از دورآلومین در بدنهٔ هواپیماهای هوا استاتیک، در بدنه‌های کشتی‌های هوایی مستحکم و بزرگ انجام شد، که در نهایت شامل تمام کشتی های هوایی مربوط به دوران «کشتی هوایی بزرگ» در دهه‌های ۱۹۲۰ و ۱۹۳۰ می‌شد: R-100 ساخت بریتانیا، Zeppelins مسافربری آلمانی، هیندنبورگ ال‌زد ۱۲۹، زپلین ۲ و ناوهای هوایی نیروی دریایی ایالات متحده، یواس‌اس اکرون (زدآراس-۴) و یواس‌اس مکون (زدآراس-۵).

## کاربرد در دوچرخه‌ها
دورآلومین از دهه ۱۹۳۰ تا ۱۹۹۰ برای تولید قطعات دوچرخه و مجموعه‌های فریم مورد استفاده قرار می‌گرفت. چندین شرکت در سن - اتین فرانسه برای اولین بار در سال ۱۹۳۲ برای استفاده نوآورانه از دورآلومین شناخته شدند: در سال ۱۹۳۲، وروت وپرن اولین بازوهای میل لنگ آلیاژی سبک را توسعه دادند؛ در سال ۱۹۳۴، هوتبمان یک مجموعه کامل را منتشر کرد؛ از سال ۱۹۳۵ به بعد، چرخ‌های آزاد دورآلومین، دنده‌های ریل، پدال‌ها، ترمزها و فرمان توسط چندین شرکت تولید شدند.
صنایع سنگین میتسوبیشی، که در زمان اشغال ژاپن توسط آمریکا از تولید هواپیما منع شده‌بود، در سال ۱۹۴۶ دوچرخه «کراس» را از دورآلومین مازاد زمان جنگ تولید کرد. «کراس» توسط کیرو هونجو، طراح سابق هواپیما، مسئول میتسوبیشی جی۴ام 
طراحی شده‌بود.
استفاده از دورآلومین در تولید دوچرخه در دهه‌های ۱۹۷۰ و ۱۹۸۰ منسوخ شد . با این حال ویتوس (‏شرکت دوچرخه)‏در سال ۱۹۷۹ یک مدل معتبر «دورالینوکس» را منتشر کرد که در میان دوچرخه سواران به یک مدل کلاسیک تبدیل شد. ویتوس ۹۷۹ اولین قاب آلومینیومی تولیدی بود که لوله‌های جداره نازک ۵۰۸۶ /۵۰۸۳ آن به صورت لغزنده و سپس با استفاده از اپوکسی فعال شده با حرارت خشک به هم چسبانده شدند. نتیجه یک قاب بسیار سبک اما بسیار بادوام بود. تولید ویتوس ۹۷۹ تا سال ۱۹۹۲ ادامه یافت.

## حفاظت در برابر خوردگی
اگرچه افزودن مس استحکام را بهبود می‌بخشد اما این آلیاژها را مستعد خوردگی می‌کند. به طوری مقاومت در برابر خوردگی دورآلومین نسبت آلومینیم بسیار کاهش می‌یابد. برای محصولات ورقه ای، مقاومت در برابر خوردگی را می‌توان با اتصال متالورژیکی به لایه سطحی آلومینیومی با خلوص بالا تا حد زیادی افزایش داد. این ورق‌ها به عنوان آلکلاد شناخته می‌شوند و معمولاً در صنعت هواپیما استفاده می‌شوند.

## کاربردها
آلیاژ آلومینیوم -مس (آلیاژهای Al-Cu)،  می‌تواند در اثر رسوب سخت شود،همین ویژگی باعث کاربرد های خاص میشود.
کاربردهای متداول آلیاژهای Al-Cu فلز کاری شده
- ۲۰۱۱: سیم، میله و میله برای محصولات دستگاه پیچ. کاربردهایی که در آن‌ها به قابلیت ماشین کاری خوب و استحکام خوب نیاز است.
- ۲۰۱۴: آهنگری، صفحات و اکستروژن‌های سنگین برای اتصالات هواپیما، چرخ‌ها و اجزای ساختاری اصلی، مخزن و ساختار تقویت کننده فضاپیما، بدنه کامیون و اجزای تعلیق. کاربردهایی که به استحکام و سختی بالا نیاز دارند، از جمله کار کردن در دماهای بالا
- ۲۰۱۷ یا آویونال (فرانسه): حدود 1% Si. قابلیت ماشین کاری خوب. مقاومت قابل‌قبول در برابر خوردگی در خواص مکانیکی و هوایی. که در فرانسه AU4Gنیز نامیده می‌شد. از آن برای کاربردهای هواپیما بین جنگ‌های فرانسه و ایتالیا استفاده می‌شد. همچنین استفاده از دورآلومین در برخی مسابقه های موتور سواری از دهه ۱۹۶۰ مشاهده شده است.[۱۲] همچنین از دهه ۱۹۶۰ در برنامه‌های مسابقات اتومبیل رانی استفاده شد[۱۳] زیرا آلیاژی متحمل است که می‌توان آن را با تجهیزات نسبتاً پیچیده به‌صورت پرس شکل داد.
- ۲۰۲۴: ساختارهای هواپیما، پرچ‌ها، سخت‌افزار، چرخ‌های کامیون، محصولات دستگاه پیچ و دیگر کاربردهای ساختاری.
- ۲۰۳۶: ورق برای پنل‌های بدنه خودرو
- ۲۰۴۸: ورق و صفحه در اجزای ساختاری برای ساخت ابزار هوافضا و تجهیزات نظامی